# Isla Kura
La isla Kura, también conocida como isla Kurkosa, en idioma azerí, también llamado azerbaiyano o turco azerbaiyano : Kür dili, también conocida como  isla Kurinskiy en idioma ruso, es una pequeña isla del Mar Caspio frente a la costa de Azerbaiyán. Está situada a 33 km al sur de Neftchala y a unos 150 km al sur-sureste de Bakú, en la región económica de Aran.

## Historia
La isla estaba antiguamente unida al continente por un estrecho cordón litoral o restinga. Fue nombrada Kurkosa debido a la proximidad del río Kura, situado más al norte por Fedor Ivanovich Soimonov, topógrafo náutico de la Armada Imperial Rusa, hidrógrafo y explorador pionero del Mar Caspio en la época de Pedro I de Rusia. Soimonov escribió el "Piloto del Mar Caspio", el primer informe sobre esa hasta entonces poco conocida masa de agua, que fue publicado en 1720 por la Academia Rusa de Ciencias.

## Geografía
La isla de Kura se encuentra a 7,5 km del cordón litoral de Kura, el punto más cercano, y a 10 km al este de la costa de la bahía de Kyzylagach (Qızılağac Bay),donde las aguas que rodean las islas son poco profundas. Aunque está situada bastante lejos de él, se considera la isla más meridional del archipiélago Bakú.
La superficie de la isla de Kura es de 43 km². Su longitud es de 11,8 km y su anchura máxima de 5,2 km. La isla es de baja cota sobre el nivel del agua, con colinas de barro, y se extiende en dirección NE a SW.
Hay un faro en Kura que fue construido en 1911 y abandonado en 1966.

### Piedra Kura
La Roca Kura o Piedra Kura (Kurinskiy Kamen), en idioma azerí: Kür daşı, es un pequeño islote con una longitud máxima de 0,18 km. Se encuentra a 13 km al este del extremo NE de la isla de Kura.